# Spinotarsus viridis
Spinotarsus viridis är en mångfotingart som beskrevs av Kraus 1966. Spinotarsus viridis ingår i släktet Spinotarsus och familjen Odontopygidae. Inga underarter finns listade i Catalogue of Life.